# Vlčata

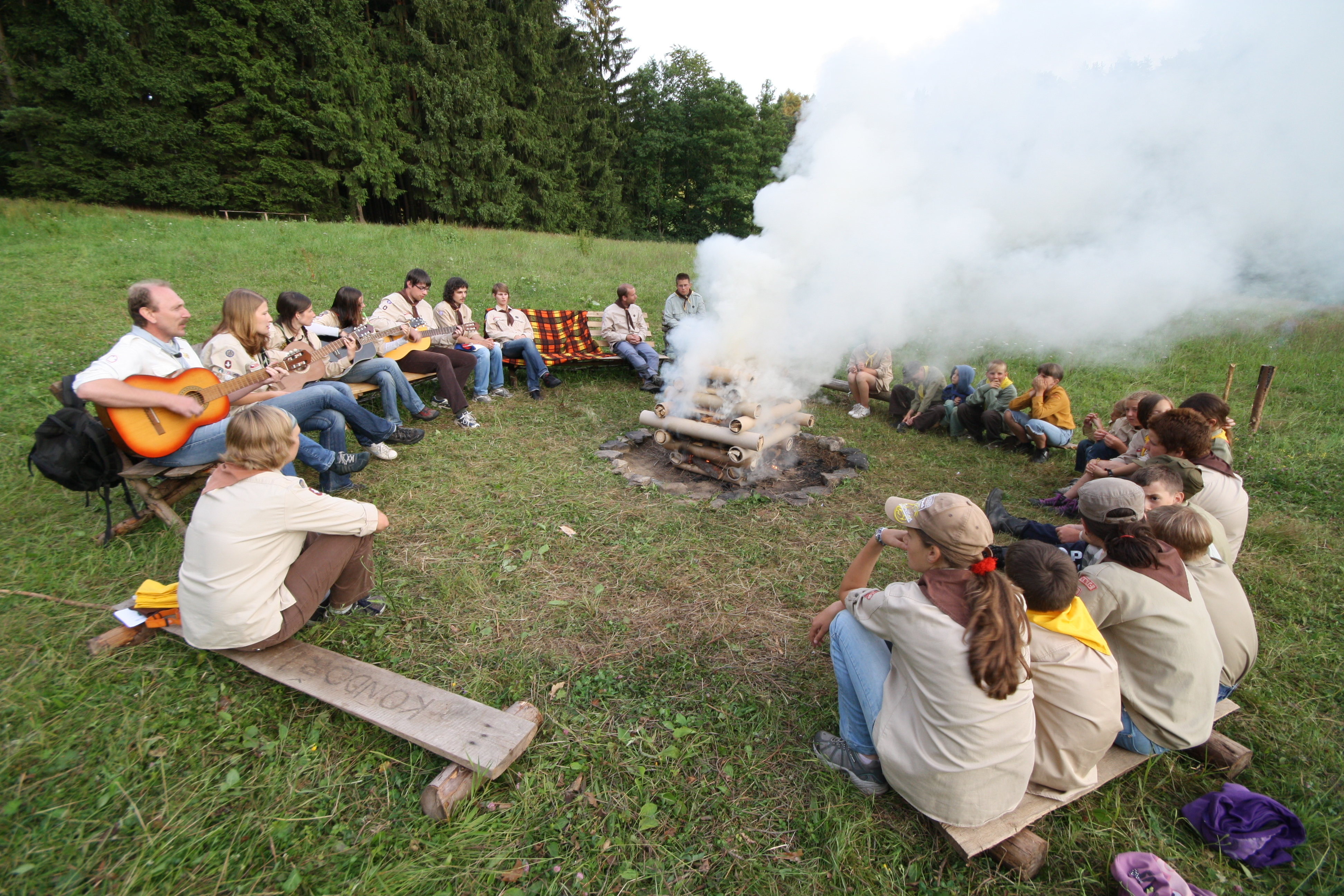
Skauti (včetně vlčat) u ohně

Vlčata jsou skautskou věkovou kategorií pro chlapce ve věku 7–11 let. Vlčata založil již v roce 1916 zakladatel světového skautingu Robert Baden-Powell pro chlapce, kteří byli příliš malí, než aby byl pro ně vhodný klasický skautský program[zdroj?]. Symbolický rámec je odvozován od Knihy džunglí spisovatele Rudyarda Kiplinga, kde se malý Mauglí učil žít jako člen vlčí smečky a poznávat zákony džungle.
Družina vlčat se nazývá šestka. V jejím čele je rádce neboli šestník, zástupcem je podšestník. Oddíl se nazývá smečka, jejímž vůdcem je Akéla. Pozdrav vlčat jsou 2 vztyčené prsty do V, což značí nastražené vlčí uši, palec kryje prsteníček a malíček, neboť silnější chrání slabší.
Pro světlušky a vlčata vydává Junák časopis Světýlko. Základní dovednosti rozvíjí vlčata pomocí plnění tzv. stezek. Spolu se světluškami soutěží v různorodých skautských disciplínách na Závodě vlčat a světlušek.

## Zákon, heslo a slib

### Slib vlčat
Slibuji, že se budu snažit chovat podle zákona vlčat a spolu s ostatními hledat nejvyšší Pravdu a Lásku. (K tomu mi dopomáhej Bůh).

### Zákon vlčat
Vlče
- mluví pravdu,

- dodržuje pravidla,

- pomáhá druhým,

- překonává samo/sama sebe,

- pečuje o sebe a své okolí.

### Heslo vlčat
Konej dobro.

### Příkaz vlčat

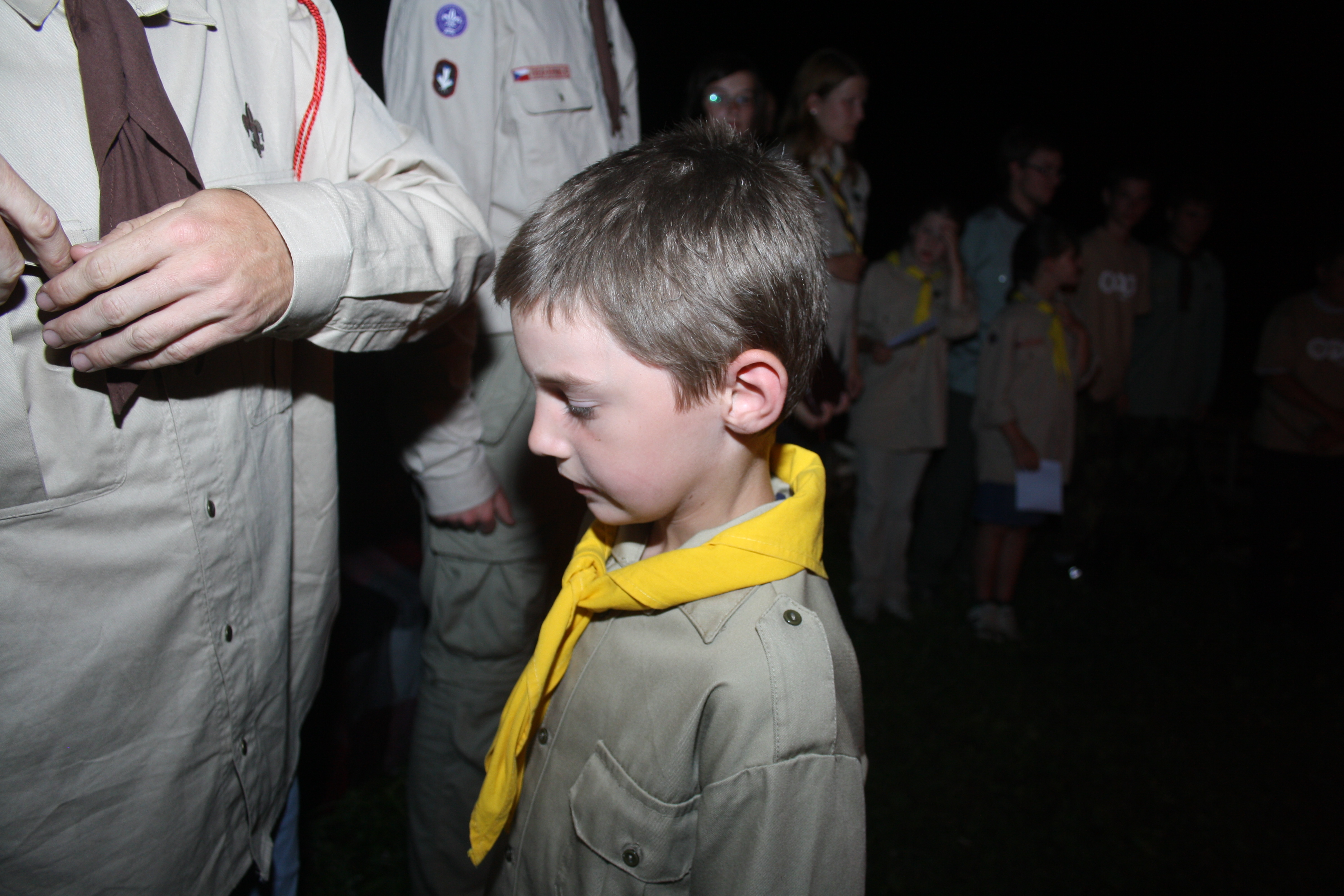
Skautské vlče se žlutým šátkem

Buď lepší dnes než včera!

## Kroj
Kroj vlčat v ČR se od základní podoby skautského kroje liší v několika detailech. Ke kroji nosí vlčata žlutý šátek a žlutou šňůrku. Slibový odznak je ve tvaru vlčí hlavy. Odborky (vlčci) mají podobu trojúhelníkových nášivek na rukávu.